# Бернардо (кардинал)
Бернардо (Can. Reg. Di S. Frediano Di Lucca Bernardo) — католический церковный деятель XII века. На консистории 1188 года был провозглашен кардиналом-дьяконом с титулом церкви Санта-Мария-Нова. В 1193 году стал кардиналом-священником с титулом церкви Сан-Пьетро-ин-Винколи. Участвовал в выборах папы 1191 (Целестин III) и 1198 (Иннокентий III) годов.